# Monique De Gryze
Monique (Niki) De Gryze (Gent, 11 december 1949) is een voormalig Vlaams volksvertegenwoordiger.

## Levensloop
De Gryze behaalde in 1985 een licentie in de Afrikaanse talen en geschiedenis aan de Universiteit Gent en werkte er als universitair medewerker. Van 2000 tot 2001 zetelde ze in de raad van bestuur van de Universiteit Gent.
Ze werd politiek actief voor het radicaal-rechtse Vlaams Blok, vanaf 2004 Vlaams Belang geheten, en zetelde voor de partij van 1995 tot 1999 in de provincieraad van Oost-Vlaanderen. Bij de tweede rechtstreekse Vlaamse verkiezingen van 13 juni 1999 werd De Gryze verkozen in de kieskring Gent-Eeklo. Ze bleef Vlaams volksvertegenwoordiger tot juni 2004 en zetelde van 1999 tot 2004 in de commissie Welzijn, Volksgezondheid en Gelijke Kansen en van 2001 tot 2004 in de commissie Cultuur, Media en Sport.